# Mikeno
El Mont Mikeno es un volcà extint que es troba a les muntanyes Virunga. Amb 4.437 msnm és la segona muntanya més alta de la serralada, rere el Karisimbi, i la tretzena més alta de l'Àfrica. Mikeno significa "pobre" i es diu així pels seus forts pendents que impedeixen l'hàbitat humà.
Es troba dins el Parc Nacional dels Virunga, a la República Democràtica del Congo, prop de la frontera amb Ruanda. Els goril·les de muntanya, en greu perill d'extinció, viuen als seus vessants.